# Forces nouvelles (MRP)
Pour les articles homonymes, voir Forces nouvelles.
Forces nouvelles est l'hebdomadaire du parti politique français Mouvement républicain populaire (MRP), créé à la Libération.
Il paraît de février 1945 à février 1947 (no 1 à 106), puis de nouveau de novembre 1951 à 1967, date de la disparition du MRP. Parmi ses rédacteurs en chef ont figuré Paul Bacon, Marc Scherer, René Plantade, Jean-Pierre Prévost, qui a été démissionné en 1965 en raison d'un désaccord politique et Annie Lombard.